# Amina Redouani
Amina Redouani, née le 9 septembre 1984 à Béjaïa, est une joueuse internationale de volley-ball. Elle mesure 1,80 m et joue au poste d'attaquante,.

## Clubs
- US Villejuif
- Sens Olympique Club Volley-Ball
- MB Béjaïa